# Cleveland M. Bailey
Cleveland Monroe Bailey, född 15 juli 1886 i Pleasants County i West Virginia, död 13 juli 1965 i Charleston i West Virginia, var en amerikansk politiker (demokrat). Han var ledamot av USA:s representanthus 1945–1947 och 1949–1963.
Bailey besegrade sittande kongressledamoten Edward G. Rorhbough i kongressvalet 1944 men besegrades sedan av Rohrbough två år senare. I kongressvalet 1948 gjorde Bailey comeback och besegrade Rohrbough. Det blev sammanlagt sexton år i representanthuset för Bailey som är begravd på Greenlawn Cemetery i Clarksburg i West Virginia.